# Reisezeit (Technik)
Als Reisezeit wird bei technischen Anlagen die Zeitspanne zwischen geplanten Stillständen bezeichnet.

## Definitionen
Als Reisezeit bzw. Bruttoreisezeit wird die Zeit zwischen dem Beginn des Anfahrens und dem Ende des Abfahrens einer Anlage definiert. Abweichend davon ist die Nettoreisezeit die Zeit, in der Kontrollwerte eingehalten werden, da Anfahr- oder Abfahrvorgänge zu deren Verletzung führen können. Daraus ergibt sich die Nettobetriebszeit, welche die Summe aller Nettoreisezeiten ist.
In bestimmten Fällen gilt die Reisezeit als nicht unterbrochen, wenn ein vereinbarter kurzzeitiger Stillstand eintritt.

## Abgrenzung
Der lediglich im Arbeitsstudium und in der Technik verwendete Begriff der Reisezeit darf nicht verwechselt werden mit der Reisezeit im Tourismus und anderen Fachgebieten. Hier spielen die Merkmale der Reise und der Zeitfaktor die wesentliche Rolle. 